# Woods Motor Vehicle
Woods Motor Vehicle – amerykańskie przedsiębiorstwo motoryzacyjne z siedzibą w Chicago, zajmujące się produkcją samochodów.
Przedsiębiorstwo Woods Motor Vehicle jako pierwsze wyprodukowało pojazd z napędem hybrydowym – był nim Woods Dual Power. Początkowo konstruowane pojazdy wyposażone były w bliźniacze silniki elektryczne. W 1915 roku przedsiębiorstwo opatentowało projekt automobilu zasilanego jednocześnie silnikiem elektrycznym oraz spalania wewnętrznego, a w 1917 roku pojazd był gotowy.